# ピアカイ・ヘンケル
ピアカイ・ヘンケル・チン・ミン・シャン（Piakai Henkel Chin Ming Shang、 1995年3月11日 - ）は、アメリカ合衆国カリフォルニア州出身のプロサッカー選手。ポジションは、フォワード。

## 来歴
アメリカ人の父とシンガポール人の母の間に生まれ、6歳の時にフロリダ州でサッカーを始めた。
2010年、母親が住むフランスを訪れた際にスカウトされ、パリ・サンジェルマンFCのU-17へ入団した。PSGで2シーズンプレーした後、フランス全国選手権（3部）・アミアンSCのU-19へ移籍。
また、2012年からはU-18アメリカ代表に選出され、2年連続でミルクカップに出場した。
2013年8月、日本のファジアーノ岡山へ入団。2014年より、ファジアーノ岡山ネクストへ登録変更された。

2014年6月1日、JFL第12節、ホンダロックSC戦にて後半63分に交代出場しプロデビュー。
2015年7月、フェアバンデスリーガ (ドイツ6部リーグ)のSVリンクスへ移籍。

2016年3月12日、フェアバンデスリーガ第20節、FCバート・デュルルハイム戦にてプロ初ゴールを記録。
2016年7月、バーリンガーSCへ移籍。
2017年7月、古巣のSVリンクスへ再び移籍。
2020年9月、FCラインゴルト・リヒテナウへ移籍。

## 所属クラブ
ユース経歴
- 2010年 - 2012年  パリ・サンジェルマンFC U-17
- 2012年 - 2013年  アミアンSC U-19

プロ経歴
- 2013年8月 - 2014年2月  ファジアーノ岡山FC
- 2014年2月 - 2015年7月  ファジアーノ岡山ネクスト
- 2015年7月 - 2016年7月  SVリンクス
- 2016年7月 - 2017年7月  バーリンガーSC
- 2017年7月 - 2020年9月  SVリンクス
- 2020年9月 -  FCラインゴルト・リヒテナウ

## 個人成績
| 国内大会個人成績 | 国内大会個人成績 | 国内大会個人成績 | 国内大会個人成績 | 国内大会個人成績                       | 国内大会個人成績 | 国内大会個人成績 | 国内大会個人成績 | 国内大会個人成績 | 国内大会個人成績 | 国内大会個人成績 | 国内大会個人成績 |
| 年度             | クラブ           | 背番号           | リーグ           | リーグ戦                               | リーグ戦         | リーグ杯         | リーグ杯         | オープン杯       | オープン杯       | 期間通算         | 期間通算         |
| 年度             | クラブ           | 背番号           | リーグ           | 出場                                   | 得点             | 出場             | 得点             | 出場             | 得点             | 出場             | 得点             |
| 日本             | 日本             | 日本             | 日本             | リーグ戦                               | リーグ戦         | リーグ杯         | リーグ杯         | 天皇杯           | 天皇杯           | 期間通算         | 期間通算         |
| ---------------- | ---------------- | ---------------- | ---------------- | -------------------------------------- | ---------------- | ---------------- | ---------------- | ---------------- | ---------------- | ---------------- | ---------------- |
| 2013             | 岡山             | 42               | J2               | 0                                      | 0                | -                | -                | 0                | 0                | 0                | 0                |
| 2014             | 岡山             | 35               | J2               | 0                                      | 0                | -                | -                | -                | -                | 0                | 0                |
| 2014             | 岡山N            | 11               | JFL              |                                        |                  | -                | -                |                  |                  |                  |                  |
| 通算             | 日本             | 日本             | J2               | 0                                      | 0                | -                | -                | 0                | 0                | 0                | 0                |
| 通算             | 日本             | 日本             | JFL              | \|\|\|\|colspan="2"\|-\|\|\|\|\|\|\|\| |                  |                  |                  |                  |                  |                  |                  |
| 総通算           | 総通算           | 総通算           | 総通算           | 0                                      | 0                | -                | -                | 0                | 0                | 0                | 0                |

## 代表歴
- U-18 アメリカ合衆国代表 (2012年-2013年)